# Statua di Budai
La statua di Budai, l'incarnazione di Maitreya come Bodhisattva (Pusà 菩薩) felice, è la scultura posta all'entrata del Tempio Buddhista Cinese Putuoshan dell'Esquilino di Roma al Colle Esquilino; infatti, si associa questo luogo a quest'opera.

## L'opera e le usanze
La statua è di dimensioni abbastanza grandi, e da un effetto di imponenza al fedele. La scultura, come le altre, crea un aspetto molto familiare al luogo, insieme alla sua struttura molto particolare. L'opera è in legno ed è nella tipica nicchia buddhista (Fokan 佛龛) dove vengono posizionati i Fo (佛), i Pusà (菩薩) o un qualsiasi Sattva (Shànliang 善良) da venerare. La nicchia tradizionalmente, o meglio più spesso, è in raffinatissimo modo abbinata alla scultura, perciò, Budai è d'oro, con particolari rossi, e anche la nicchia è così, ed è decorata in modo floreale. Essa è anche doppia perché nell'altra faccia c'è lo Skanda del tempio (Wei Tuo Pusà 韋馱菩薩), che lo protegge dalle cose brutte. Lo Skanda risente fortemente lo stile di quello del tempio Yonge di Pechino, nonché Mahayana come il tempietto dell'Esquilino e l'iconografia delle icone è uguale. La statua di Budai ha un ottimo rapporto infatti con le altre, perché gioca sugli stessi due colori principali, e minimi dettagli di altri colori. Tutte le statue del tempio poi, sono di rara qualità, e non sono per niente comuni. La statua ha una grande compattezza nell'insieme, sembra un unico blocco, grazie anche all'ingegnoso modi di mettere la sua borsa di stoffa, facendola terminare dietro al suo corpo e non lateralmente, anche perché non è una statua fatta per un giardino, ma come icona principale di un tempio. proprio come icona è venerata dai fadeli, infatti, la maggior parte delle offerte secondo la tradizione del tempio si danno a lui di solito. Le luci che sono più date usualmente sono di colore oro/giallo, che è il colore più importante e simboleggia anche la Terra, il rosso, simbolo di felicità e il verde, simbolo di grande salute, che viene spesso offerto anche a Skanda. Questa statua è un importante simbolo per il Buddhismo in Italia, e per i fedeli di questa religione in questo stato è un gran traguardo averlo.